# Walmor Bergesch
Walmor Bergesch (Estrela, 10 de abril de 1938 – Porto Alegre, 29 de agosto de 2011) foi um empresário, jornalista, radialista e escritor brasileiro.
De origem alemã, Walmor é considerado um dos pioneiros da televisão brasileira e junto com José Salimen Júnior, ajudou na primeira transmissão da televisão colorida, no Brasil, quando era diretor da TV Difusora de Porto Alegre, atual TV Bandeirantes.
Em 1955 iniciou sua carreira na Rádio Farroupilha e logo em seguida foi um dos selecionado por Assis Chateaubriand para realizar um curso sobre televisão na TV Tupi e retornando ao Rio Grande do Sul, instalou e inaugurou a TV Piratini em dezembro de 1959 e em 1962 ajudou a inauguração da TV Gaúcha.